# Celia Alberto Pérez
Celia Alberto Pérez, née le 28 janvier 1977, est une femme politique espagnole membre du Parti populaire (PP).
Elle devient députée de la circonscription de Las Palmas en novembre 2016.

## Biographie

### Profession
Elle réalise ses études supérieures à l'Instituto de Empresa dont elle obtient un master en conseil juridique auprès des entreprises. Elle travaille comme avocate.

### Activités politiques
En vue des élections générales de novembre 2011, elle est investie en quatrième position sur la liste présentée par le parti dans la circonscription de Las Palmas. Élue avec trois autres collègues, elle est choisie comme première secrétaire de la commission bicamérale chargée des relations avec le Tribunal des comptes et porte-parole adjointe à la commission des Affaires étrangères en remplacement de Guillermo Mariscal. Elle est également membre de la commission de l'Égalité et de celle de l'Industrie, de l'Énergie et du Tourisme.
Elle perd son mandat lors des élections législatives de décembre 2015 auxquelles elle concourt en cinquième position sur la liste du ministre José Manuel Soria car la candidature ne remporte plus que trois mandats sur les huit en jeu. Lorsque Soria démissionne en avril 2016 après son implication dans les Panama Papers, c'est donc Francisco Cabrera qui fait son entrée au Congrès des députés. Lors des élections générales anticipées de juin 2016, elle est remontée à la quatrième mais n'est pas directement élue. Elle fait son retour au palais des Cortes en novembre suivant à la faveur de la démission de Matilde Asian, nommée secrétaire d'État au Tourisme. Elle devient alors porte-parole de son groupe à la commission de l'Emploi et de la Sécurité sociale et membre des commissions du Règlement et de la Coopération internationale pour le Développement.